# Ekstraliga (Schach) 2015
Die Ekstraliga (Schach) 2015 war die 14. Austragung der Ekstraliga und die 71. Polnische Mannschaftsmeisterschaft im Schach. Meister wurde die Mannschaft von WASKO HETMAN Katowice, die den Titelverteidiger Votum Polonia Wrocław auf den zweiten Platz verwies. Aus der I liga waren im Vorjahr bezokularow.pl Chrobry Gniezno und KSz SILESIA JAS-FBG Racibórz aufgestiegen. Beide Aufsteiger mussten direkt wieder absteigen, außerdem zog UKS Rotmistrz Grudziądz die Mannschaft nach der Saison zurück. Sz.S.O.N. "Zagłębie" Dąbrowa Górnicza übernahm das Spielrecht von KSz Warsaw Sharks Warszawa.
Zu den Mannschaftskadern siehe Mannschaftskader der Ekstraliga (Schach) 2015.

## Modus
Die zehn Mannschaften spielten ein einfaches Rundenturnier an sechs Brettern, dabei musste am sechsten Brett eine Frau aufgestellt werden. Die zwei Letztplatzierten stiegen in die I liga ab und werden durch die beiden Erstplatzierten der I liga ersetzt. Über die Platzierung entschied zunächst die Anzahl der Mannschaftspunkte (zwei Punkte für einen Sieg, ein Punkt für ein Unentschieden, kein Punkt für eine Niederlage), danach die Anzahl der Brettpunkte (ein Punkt für einen Sieg, ein halber Punkt für ein Remis, kein Punkt für eine Niederlage).

## Termine und Spielorte
Die ersten drei Runden wurden vom 8. bis 10. Mai im Erholungs- und Sportkomplex JASNA (Kompleks Rekreacyjno-Sportowy JASNA) in Gliwice gespielt, die Runden 4 bis 6 wurden vom 4. bis 6. September im Kazimierz-Lepszy-Saal (Aula Kazimierza Lepszego) der schlesischen Universität (Uniwersytet Śląski) in Katowice ausgerichtet, und die letzten drei Runden fanden vom 2. bis 4. Oktober im Hotel Novotel in Wrocław statt.

## Saisonverlauf
In den ersten Runden setzten sich WASKO HETMAN Katowice, Votum Polonia Wrocław und KSz Stilon Gorzów Wielkopolski an die Tabellenspitze. Katowice besiegte in der siebten und achten Runde beide Konkurrenten und stand damit vor der letzten Runde als Meister fest. KSz SILESIA JAS-FBG Racibórz stand vorzeitig als Absteiger fest, während die Entscheidung über den zweiten Absteiger in der letzten Runde im direkten Vergleich zwischen TS Wisła Kraków und bezokularow.pl Chrobry Gniezno fiel.

## Endtabelle
| Pl. | Verein                                      | Sp | G | U | V | MP   | Brett-P.  |
| --- | ------------------------------------------- | -- | - | - | - | ---- | --------- |
| 01. | WASKO HETMAN Katowice                       | 9  | 8 | 1 | 0 | 17:1 | 37,5:16,5 |
| 02. | KSz Polonia Votum Wrocław (M)               | 9  | 7 | 1 | 1 | 15:3 | 35,5:18,5 |
| 03. | KSz Stilon Gorzów Wielkopolski              | 9  | 6 | 1 | 2 | 13:5 | 31,0:23,0 |
| 04. | Sz.S.O.N. "Zagłębie" Dąbrowa Górnicza       | 9  | 5 | 2 | 2 | 12:6 | 25,5:28,5 |
| 05. | UKS Rotmistrz Grudziądz                     | 9  | 4 | 3 | 2 | 11:7 | 29,0:25,0 |
| 06. | Baszta MOS Żnin                             | 9  | 3 | 1 | 5 | 7:11 | 26,5:27,5 |
| 07. | Akademia Szachowa Future Processing Gliwice | 9  | 3 | 1 | 5 | 7:11 | 24,0:30,0 |
| 08. | TS Wisła Kraków                             | 9  | 2 | 1 | 6 | 5:13 | 23,0:31,0 |
| 09. | bezokularow.pl Chrobry Gniezno (N)          | 9  | 1 | 1 | 7 | 3:15 | 21,5:32,5 |
| 10. | KSz SILESIA JAS-FBG Racibórz (N)            | 9  | 0 | 0 | 9 | 0:18 | 16,5:37,5 |

### Entscheidungen
|     | Polnischer Mannschaftsmeister: WASKO HETMAN Katowice                                                                                  |
|     | Absteiger in die I liga: UKS Rotmistrz Grudziądz (freiwilliger Rückzug), bezokularow.pl Chrobry Gniezno, KSz SILESIA JAS-FBG Racibórz |
| (M) | Meister der letzten Saison |
| (N) | Aufsteiger der letzten Saison |

### Kreuztabelle
| Ergebnisse | Ergebnisse                                  | 01. | 02. | 03. | 04. | 05. | 06. | 07. | 08. | 09. | 10. |
| ---------- | ------------------------------------------- | --- | --- | --- | --- | --- | --- | --- | --- | --- | --- |
| 01.        | WASKO HETMAN Katowice                       |     | 4   | 3½  | 5½  | 3   | 4   | 4½  | 4   | 4½  | 4½  |
| 02.        | VOTUM SA POLONIA Wrocław                    | 2   |     | 3   | 4½  | 4½  | 4   | 4½  | 3½  | 4½  | 5   |
| 03.        | KSz STILON Gorzów Wielkopolski              | 2½  | 3   |     | 2½  | 3½  | 3½  | 3½  | 4½  | 3½  | 4½  |
| 04.        | Sz.S.O.N. "Zagłębie" Dąbrowa Górnicza       | ½   | 1½  | 3½  |     | 3   | 3½  | 3½  | 3   | 3½  | 3½  |
| 05.        | UKS ROTMISTRZ Grudziądz                     | 3   | 1½  | 2½  | 3   |     | 3   | 4   | 3½  | 4   | 4½  |
| 06.        | Baszta MOS Żnin                             | 2   | 2   | 2½  | 2½  | 3   |     | 2½  | 5   | 3½  | 3½  |
| 07.        | Akademia Szachowa Future Processing Gliwice | 1½  | 1½  | 2½  | 2½  | 2   | 3½  |     | 4   | 3   | 3½  |
| 08.        | TS Wisła Kraków                             | 2   | 2½  | 1½  | 3   | 2½  | 1   | 2   |     | 4½  | 4   |
| 09.        | bezokularow.pl Chrobry Gniezno              | 1½  | 1½  | 2½  | 2½  | 2   | 2½  | 3   | 1½  |     | 4½  |
| 10.        | KSz SILESIA JAS-FBG Racibórz                | 1½  | 1   | 1½  | 2½  | 1½  | 2½  | 2½  | 2   | 1½  |     |

## Die Meistermannschaft
| 1.            | WASKO HETMAN Katowice |
| Schachfiguren | Radosław Wojtaszek, David Navara, Oleksandr Areschtschenko, Grzegorz Gajewski, Bartosz Soćko, Kamil Mitoń, Krzysztof Bulski, Monika Soćko. |